# Louis Courtillé
Louis-René Courtillé, alias Courtillers, ou Courtilliers, dit Saint-Paul, ou le Bâtard, né le 26 février 1769 à Montreuil-en-Champagne, mort en février 1796, fut un chef chouan de la Mayenne, pendant la Révolution française.

## Biographie
Garçon de ferme, il s'engage comme soldat vendéen du nord de la Loire en 1793. Blessé à la bataille du Mans en décembre 1793, il se replie dans la forêt de la Petite-Charnie.
Chef chouan de Sainte-Suzanne à la fin de 1794, sous l'autorité de Monsieur Jacques, il manque en 1794 l'attaque d'un convoi venant de Laval à Sainte-Suzanne.
Il étend son autorité début 1795 sur 8 à 10 paroisses de la Charnie, à la lisière du Bas-Maine et du Haut-Maine, dont Saint-Georges-sur-Erve, Rouez-en-Champagne, Ruillé et Épineu-le-Chevreuil, étant basé au camp de la Vache noire de Saint-Symphorien. Il y rassemble plus de 600 hommes, mais commande à 168 hommes[réf. nécessaire].
Le 6 janvier 1795, à la tête de 22 hommes, il bat un bataillon républicain de Sainte-Suzanne et des troupes d'Évron réunies dans les bois de Montecler. Au début de 1795 toujours, il mène un combat à Bazougers.
Chef de canton de Sainte-Suzanne, il meurt à l'âge de 27 ans, peu après la bataille d'Épineu-le-Chevreuil, à la fin de février 1796 (vers le 26)[réf. nécessaire].

## Sources et bibliographie
- Dictionnaire des Chouans de la Mayenne, d'Hubert La Marle, Éditions régionales de l'Ouest, Mayenne, 2005[2].